# Berken (Osterburg)
Berken ist ein Wohnplatz im Ortsteil Meseberg der Hansestadt Osterburg (Altmark) im Landkreis Stendal in Sachsen-Anhalt.

## Geografie
Der Hof Berken liegt 1,5 Kilometer nordwestlich des Dorfes Meseberg am Schüpler.
Nachbarorte sind Tornowshof und Dobbrun im Nordwesten, Blankensee im Nordosten, Wenddorf im Südosten, Lindenhof im Süden sowie Kattwinkel im Südwesten.

## Geschichte
Der Wohnplatz Berken wurde 1885 im Gemeindelexikon erwähnt. Der Ort ist schon älter und war bereits 1873 auf dem Messtischblatt verzeichnet, jedoch ohne eigenen Namen.

### Einwohnerentwicklung
| Jahr      | 1885 | 1895 | 1905 |
| Einwohner | 14   | 10   | 09   |